# رعاية الطفل والشباب
رعاية الأطفال والشباب (CYC) هي : مهنة تُركز على تنمية الاحتياجات للأطفال والعائلات في قضاء ووقت حياتهم اليومية.
1- رعاية الأطفال والشباب هي في المقام الأول طريقة للعمل مع الآخرين ويمكن العثور على الممارسين في مجموعة متنوعة من الأدوار بما في ذلك الرعاية المباشرة، والممارسة الخاصة، والمعلم، والمدرب، والكاتب، والمشرف، والمدير، والباحث، وكثيرمن ذلك. ويعرف هؤلاء أحيانًا بعمّال الأطفال والشباب، ومستشاري الأطفال والشباب، وعمال الشباب، أو العاملين في رعاية الأطفال والشباب. هناك روابط قوية حول العالم بين رعاية الأطفال والشباب والتربية الاجتماعية.

## الشبكة العالمية
تعزز الشبكة الدولية لرعاية الطفل والشباب القراءة والنقاش والتواصل بين ممارسي رعاية الأطفال والشباب من خلال مجلة شهرية، و4000 مجموعة للمناقشة الأعضاء، وأرشيف للكتابة من قبل عمال الرعاية الأطفال والشباب.
استضافت جمعية رعاية الأطفال والشباب في نيوفاوندلاند لابرادور المؤتمر العالمي الأول لرعاية الأطفال والشباب في يونيو 2013 في سانت جونز ونيوفاوندلاند ولابرادور. عُقد المؤتمر العالمي الثاني لرعاية الأطفال والشباب في أغسطس 2016 في فيينا النمسا . وسيعقد  المؤتمر العالمي الثالث لرعاية الأطفال والشباب في يناير 2018 في فنثورا، كاليفورنيا (الولايات المتحدة الأمريكية).

## مجال الممارسة
تشمل ممارسات رعاية الأطفال والشباب المهارات في تطوير العلاقات وتقييم الاحتياجات ونقاط القوة ودعم للأطفال وأسرهم في مجال الحياة والمشاركة في الأنظمة من خلال الرعاية المباشرة والإشراف والإدارة والتعليم والبحث والاستشارة والدعوة.
ينطلق هذا بما كان يعرف باسم دور الأطفال أو مؤسسات الأطفال التي كانت بدورها تستخدم جزءاً من العمل الخيري في المدينة للأطفال والعائلات التي لم تكن قادرة على الوصول إلى الخدمات المهنية. كانت الموارد لذلك محدودة للغاية ومحدودة من الموظفين، ونادرا ما كانت الخدمة تصل إلى القاع، والحد الأدنى من الطعام واهتمام الكبار. كان هناك تدريب قليل أو معدوم لتدريب الموظفين، وغالباً ما تكون نسبة العاملين الأطفال سيئة مثل الساعة 1:30.
وكان هؤلاء هم نفسهم الموظفين الذين قاموا في البداية بإعداد برامج التدريب الخاصة بهم عن طريق حث مساعدة العاملين الاجتماعيين والمدرسين أصحاب النوايا الحسنة في فرص التدريب التطوعي، وتم تطوير مناهج بدائية إلى مناهج دراسية مشتركة. وقد أدت جهود مماثلة إلى تشكيل، على سبيل المثال، الرابطة الوطنية لعمال رعاية الطفل في جنوب أفريقيا، التي تولت على مر السنين الكثير من تنظيم وعمل هذه السلك (التطوع) من المدرسين وعمال رعاية الأطفال، الذي أنشأ تواصل أخر مع محترفين للإفادة.
يعمل أصحاب المهن في مجموعة متنوعة من البيئات، مثل الرعاية والتعليم المبكر، وبرامج تنمية الطفل والشباب المجتمعية، وتعليم الوالدين ودعم الأسرة، والبرامج المدرسية، والصحة النفسية المجتمعية، ودور المجموعات، المراكز السكنية وبرامج إعادة التأهيل والرعاية الصحية للأطفال وبرامج عدالة الأحداث.
2- يقدم نطاق الممارسة من مجلس الجمعيات الكندية لرعاية الأطفال والشباب تعريفًا مفيدًا المجال:
«يعمل أصحاب المهن رعاية الأطفال والشباب مع الأطفال والشباب والأسر ذات الاحتياجات المعقدة. ويمكن العثور عليها في مجموعة متنوعة من البيئات مثل دور المجموعات ومراكز العلاج السكنية والمستشفيات وعيادات الصحة العقلية المجتمعية والتوعية المجتمعية والتعليم المدرسي. البرامج وبرامج تثقيف الوالدين ودعم الأسرة، وكذلك في برامج الممارسة الخاصة وقضاء الأحداث: يتخصص العاملون في مجال رعاية الأطفال والشباب في تطوير وتنفيذ البرامج العلاجية والبيئات المخططة والاستفادة من أحداث الحياة اليومية لتسهيل التغيير. يتمثل جوهر جميع ممارسات رعاية الطفل والشباب الفعالة في التركيز على العلاقة العلاجية؛ وتطبيق النظرية والبحث حول النمو والتنمية البشرية لتعزيز النمو البدني والنفسي-الاجتماعي والروحاني والمعرفي والعاطفي للشباب نحو سن الرشد الصحي والإنتاجية، والتركيز على نقاط القوة والأصول بدلاً من علم الأمراض».

## الاعتراف العام
الأسبوع الأول من مايو هو الأسبوع العالمي لرعاية الأطفال والشباب يتوافق مع أول يوم خميس يشكر يوم عمل الشباب.

## الجمعيات المهنية
هناك عدد من الجمعيات المهنية لعمال رعاية الأطفال والشباب في جميع أنحاء العالم.
كندا
●      جمعية أونتاريو لرعاية الطفل والشباب.
●      جمعية رعاية الطفل والشباب نيوفاوندلاند لابرادور.
●      جمعية نوفاسكوشا لرعاية الأطفال والشباب.
●      رابطة عمال رعاية الأطفال والشباب في جزيرة الأمير إدوارد.
●      جمعية رعاية الأطفال والشباب في نيو برونزويك.
●      جمعية كبيك للمعلمين.
●      رابطة عمال رعاية الأطفال والشباب في مانيتوبا.
●      جمعية رعاية الأطفال والشباب في ألبرتا.
●      جمعية رعاية الأطفال والشباب في كولومبيا البريطانية.
الولايات المتحدة الامريكانية
●      جمعية مراكز الأطفال السكنية.
●      رابطة لممارسات رعاية الأطفال والشباب.
جنوب أفريقيا
●      الرابطة الوطنية لعمال رعاية الطفل.
أسكتلندا
●      رابطة عمال رعاية الأطفال الأسكتلندية.
●      مركز التميز لأطفال بعد النظر في اسكتلندا.

## التعليم
يختلف تعليم ممارسي رعاية الأطفال والشباب حول العالم. البعض لديه تعليم رسمي في رعاية الأطفال والشباب بينما قد يدخل آخرون هذا المجال من خلال تدربيهم من تخصص آخر.
في بعض البلدان، مثل كندا، لديها فرص انجاز برنامج مدته أربع سنوات في إحدى الجامعات أو الكليات مما يؤدي إلى الحصول على شهادة متقدمة من رعاية الأطفال والشباب والتي تشمل الدورات الدراسية والإعداد الميداني. يدخل بعض الأفراد إلى مجال رعاية الأطفال والشباب مع شهادة دبلوم أو شهادة جامعية في مجالات لها صلة، مثل علم النفس أو علم الاجتماع أو الإدمان أو تدريب العاملين في الخدمات الاجتماعية.
بعض منهاكذلك تعليمهم مختص في رعاية الأطفال والشباب ولديهم درجة البكالوريوس والماجستير والدكتوراه في رعاية الأطفال والشباب. تقدم جامعة فيكتوريا في كندا برنامج الدكتوراه للعاملين في مجال الأطفال والشباب. في خريف عام 2016، ستبدأ جامعة را يرسون.
3- تقديم برنامج الماجستير فرعاية الأطفال والشباب.
تشمل القائمة الجزئية للمدارس التي تقدم درجات أو برامج في رعاية الأطفال والشباب ما يلي:
جامعة جرانت ميسوان
●      جامعة را يرسون، مدرسة رعاية الطفل والشباب
●      جامعة فيكتوريا، مدرسة رعاية الطفل والشباب
●      جامعة وادي فريزر
●      كلية Fleming، برنامج رعاية الطفل والشباب
●      كلية المئوية
●      كلية Fanshawe
●      كلية لامبتون
●      موناش جنوب أفريقيا
شهادة احتراف
تتوفر الشهادة المهنية للعاملين في مجال الأطفال والشباب من خلال مجلس اعتماد شهادات رعاية الأطفال والشباب.
تتضمن الشهادة عملية تقييم وعرض معايير عالية من الرعاية والالتزام بالتطوير المهني المستمر. يتم منح الشهادة للمرشحين الذين يبرزون ممارساتهم المهنية بنجاح من خلال:
●      متطلبات الحد الأدنى من التعليم والخبرة والتدريب
●      درجة النجاح في امتحان المحاكمة
●      توفير مراجع الزملاء وتقييم المشرف
●      العضوية في جمعية مهنية
●      الموافقة على الالتزام بالممارسات الأخلاقية
●      الانتهاء من محفظة مكتوبة
مجلات
●      http://udayancare.org/iceb-journal/home_iceb.html]] مؤسسي الأطفال وما بعدهم تم النشر بواسطة Udaan Care
●      رعاية الأطفال والشباب عبر الإنترنت (ISSN 1605-7406) المحررون: Thom Garfat & James Freeman
●      ممارسة رعاية الطفل والشباب (ISSN 0840-982X) المحررين: هيذر سننيل، MES CYC (أستاذ ومنسق البرنامج، وبكالوريوس رعاية الطفل والشباب، كلية هامر، أونتاريو، كندا) وريكا سنوازن، دكتوراه (مشارك أستاذ، رئيس قسم: تنمية الطفل والشباب، مواش، جنوب أفريقيا)
●      الجريدة الأسكتلندية لرعاية الطفل السكنية (ISSN 1478-1840) المحررين: Graham Connelly & Laura Steckley
●      خدمات الأطفال والشباب (ISSN 0145-935X) المحررين: Ben Anderson-Nathe (دراسات الطفل والأسرة، جامعة بورتلاند الحكومية، بورتلاند، OR) و Kiaras Gharabaghi (مدرسة رعاية الطفل والشباب، جامعة را يرسون، تورنتو)
●      المجلة الدولية لعلم التربية الاجتماعية (ISSN 2051-5804) نشرتها بالاشتراك بين علم التربية الاجتماعية ThemPra ومركز فهم التربية الاجتماعية، معهد UCL للتعليم، لندن
ملاحظات
1. مقتبس من Stuart، C. (2013). أسس رعاية الأطفال والشباب. دوبوك: كيندال هانت.
2. مجلس الجمعيات الكندية لرعاية الأطفال والشباب
3. مدرسة جامعة رايرسون لرعاية الطفل والشباب
روابط خارجية
●      CYC-NET شبكة رعاية الطفل والشباب الدولية
●      مجلس جمعيات رعاية الأطفال والشباب الكندية
●      رابطة لممارسات رعاية الأطفال والشباب
==المراجع==
{{ مراجع }}
{{ شريط البوبات | التربية }}
{{ التصنيف:ثقافة و فن }}
{{ التصنيف:تاريخ }}
{{ التصنيف:ديانات و معتقدات ]}
{{ التصنيف:حغرافيا }}
{{ التصنيف:حياة اليومية و الشخصيات}}[بحاجة لمصدر]